# Hassi Etile
Pour les articles homonymes, voir Hassi.
Hassi Etile (en arabe حاسي أتيل) est une commune de Mauritanie située dans le département de Néma de la région de Hodh Ech Chargui.

## Géographie
Elle a une population de 5 950 habitants en 2013 contre 5 677 en 2000.